# Доброва (Цеље)
Доброва (словен. Dobrova) је насељено место у општини Цеље, Савињска регија, Словенија.

## Историја
До територијалне реорганизације у Словенији била је у саставу старе општине Цеље.

## Становништво
У попису становништва из 2011. године, Доброва је имала 208 становника.
| Број становника према пописима | Број становника према пописима | Број становника према пописима |
| ------------------------------ | ------------------------------ | ------------------------------ |
| 1991                           | 2002                           | 2011                           |
| 174                            | 191                            | 208                            |

Напомена: До 1982. исказивано под именом Згорња Доброва. Године 1986. повећана за делове насеља Цеље и Локровец.